# Ogradi
Ogradi so 2.087 m visoka gora v vzhodnem delu Julijskih Alp. Nahaja se znotraj Triglavskega narodnega parka v predelu Fužinskih planin, ki jo obdajajo s treh strani: na zahodu Planina v Lazu, na severu opustela planina Jezerce, na vzhodu pa planina Krstenica. Vrh se zložno spušča s svojim podolgovatim slemenom, sprva travnatim, kasneje poraslim z rušjem, proti jugu v gozdove nad planino Blato. Preko zahodno ležečega Lazovškega prevala (1966 m) je povezan z Debelim vrhom (2390 m).

## Izhodišča
- Stara Fužina, Bohinj
  - Planina Blato,
  - Planinska koča na Vojah.

Vrh je najlažje dostopen po nezahtevni poti čez južno pobočje, ki prihaja s planine Krstenice oz. planine v Lazu (2 h). Nanj vodi tudi zahtevna pot z Lazovškega prevala (45 minut), do tod s Planine v Lazu.